# Hymenonema
Hymenonema je rod glavočika iz podtribusa Scolyminae, dio tribusa Cichorieae. Postoje dvije vrste, obje su grčki endemi, uključujući i otok Kretu
Rod je opisan 1817.

## Vrste
1. Hymenonema graecum (L.) DC.
2. Hymenonema laconicum Boiss. & Heldr.